# دیرک ولف
دیرک ولف (انگلیسی: Dirk Wolf؛ زادهٔ ۴ اوت ۱۹۷۲) بازیکن فوتبال اهل آلمان است.
از باشگاه‌هایی که در آن بازی کرده‌است می‌توان به باشگاه فوتبال دارمشتات ۹۸، باشگاه فوتبال اف‌اس‌وی فرانکفورت، باشگاه فوتبال آینتراخت فرانکفورت، باشگاه فوتبال سن پائولی، و باشگاه فوتبال بروسیا مونشن‌گلادباخ اشاره کرد.
وی همچنین در تیم ملی فوتبال زیر ۲۱ سال آلمان بازی کرده‌است.